# Abdullah ibn Wahb ar-Rasibi
Abdullah ibn Wahb ar-Rasibi (arabisch عبد الله بن وهب الراسبي, DMG ʿAbdallāh b. Wahb ar-Rāsibī; gestorben 658) war einer der Anführer der Charidschiten. Sein Beiname „der mit den Schwielen“ wird auf seine ständigen Niederwerfungen (sadschda) bezogen.
Er wandte sich gegen Ali, dem Vetter und Schwiegersohn Mohammeds, wegen dessen Akzeptanz des Schiedsverfahrens mit Muawiya, dem umayyadischen Statthalter von Syrien. 658 wurde er von den Ali getrennten Truppen der Charidschiten in Ḥarūrāʾ, unweit von Kufa, zum Anführer gewählt, der Ali hätte ablösen sollen.
Er führte Feldzüge gegen Alis Truppen und starb in der Schlacht von Nahrawan.